# Nek
Nek, de son vrai nom Filippo Neviani (né le 6 janvier 1972 à Sassuolo), est un chanteur et instrumentiste italien. Nek connait son premier succès international en 1997, avec sa participation au Festival de Sanremo dans la section des grands artistes, et bien qu'il n'ait pas gagné, la chanson Laura non c'è (en espagnol : Laura no está) devient sa percée internationale en devenant un succès majeur en Europe et en Amérique latine cette année-là, ainsi que la sortie de son quatrième album Lei, gli amici e tutto il resto, qui s'est vendu à des millions d'exemplaires et qui a été son premier album à être également enregistré en langue espagnole.
Après dix-huit ans, il se produit à l'édition 2015 du Sanremo avec la chanson Fatti avanti amore, où il atteint la deuxième place. Au cours de sa carrière, il compte 13 albums studio et 48 singles, dont les succès Sei solo tu, Almeno stavolta, Lascia che io sia, Instabile, La voglia che non-vorrei, et on rapporte qu'il a vendu plus de 10 millions de disques,.

## Biographie

### Enfance et débuts
Il est né le 6 janvier 1972 à Sassuolo, une petite ville dans la province de Modène, en Italie,. Il a un frère plus âgé, Gaetano. Il commence à jouer de la batterie et de la guitare dès l'âge de neuf ans. À partir de la seconde moitié des années 1980, il cherche une identité expressive bien définie : il fait ses débuts en jouant dans des petits clubs avec son groupe Winchester. Très vite, il bénéficie d'une notoriété grandissante dans la province de Bologne avec son nouveau groupe de soft rock The White Lady. En 1991, il se classe deuxième lors du festival de la chanson Castrocaro, qui à l'époque représentait une grande opportunité de promotion pour les artistes émergents,,.
Son nom de scène Nek remonte à 1992, lorsque son premier album sort avec ce même titre : Nek. En 1993, il arrive troisième dans la catégorie « Nouvelle Section » du Festival de Sanremo, avec la chanson In te, qui traite de la question très controversée de l'avortement, et la révélation de l'amour éternel pour la vie. In te est également le titre du deuxième album de Nek, qui comprend une version de sa chanson Figli di chi, qui est également interprétée au festival de Sanremo 1993 par Mietta. À l'été 1995, il sort Calore umano, son troisième album. Nek termine second au Festival Italiano, accueilli par Mike Bongiorno, avec la chanson Angeli nel ghetto,.

### Lei, gli amici e tutto il restoetIn due(1997–1999)
Après avoir signé un contrat d'enregistrement avec WEA, qui est toujours son label à ce jour (plus tard Warner Music Group), en 1997, il participe au Festival de Sanremo, dans la catégorie Star, avec une chanson qui était destinée à devenir son plus grand succès Laura non c'è. Ce titre suscite l'enthousiasme dès la première représentation, et même s'il n'a pas remporté le Festival, c’est le plus grand hit de l'artiste. Le succès de Laura non c'è dope les ventes de l'album Lei, gli amici e tutto il resto, qui est certifié 6 fois disque de platine, vendant 300 000 exemplaires en Espagne et 100 000 en France,. En août 1998, c'est un million d'exemplaires au total vendus en Europe,. Cette même année, Nek prend également part au Festivalbar (avec la chanson Sei grande, et fait ses débuts sur le marché européen, remportant des commentaires positifs en Espagne, Portugal, France, Allemagne, Suisse, Autriche, Suède, Belgique et Finlande. Le titre Lei, gli amici e tutto il resto se vendra à deux millions d'exemplaires dans le monde. Nek devient un artiste d'envergure internationale lorsque l'album est publié dans toute l'Amérique latine.
Le cinquième album de Nek, In due sort en juin 1998,, simultanément en Europe, en Amérique latine et au Japon. Le single Se io non avessi te atteint immédiatement le sommet des palmarès des ventes et l’une des meilleures diffusions radio durant plus de quatre mois. Ce disque est certifié triple disque d'or en Italie, disque de platine en Espagne, disque d'or en Autriche, en Suisse et en Argentine. Nek part en tournée en Italie, en Europe et Amérique latine, bénéficiant d'un grand succès partout où il se joue.

### DeLa vita èàUn altra direzione(2000–2012)

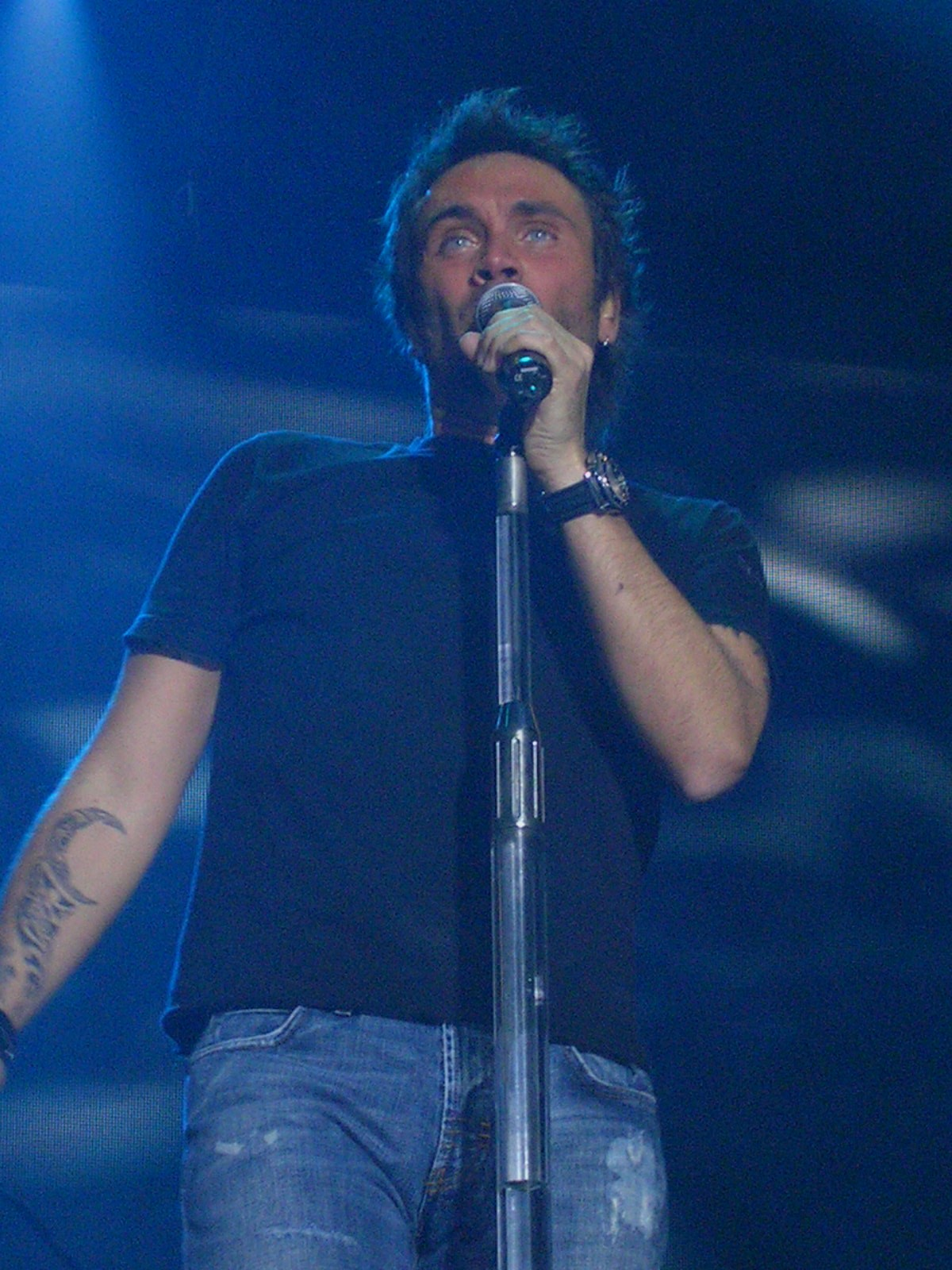
Nek en concert en 2005.

Son sixième album La vita è sort dans le monde entier le 2 juin 2000. Il se classe {8e}= des charts en Italie et 7e en Suisse se vendant à près de 360 000 exemplaires dans les deux pays. Un single homonyme remixé par Eiffel 65 verra le jour.
Deux ans plus tard, le 24 mai 2002, son septième album Le cose da difendere, classé dans le top 5 epndant 4 semaines en Italie,,, sort avec onze nouvelles chansons. L'album reste surtout connu pour son single Sei solo tu, chanson d'amour interprétée en duo avec Laura Pausini. Le 10 octobre 2003, la compilation de ses plus grands hits a été commercialisée, à la fois dans les versions italienne et espagnole : Nek : The Best of ... L'anno Zero propose les hits pris dans les sept albums précédents, ainsi que deux titres inédits, Almeno stavolta et L'anno zero. L'album se vend à plus de 300 000 exemplaires en Italie, et grimpe au sommet des hit-parades, où il reste pendant 27 semaines, dont 13 dans le Top 10.
Son huitième album, Una parte di me, sort le 13 mai 2005, réalisé encore une fois par Cerruti et Parisini, et disponible à travers le monde à la fois dans la version italienne et espagnole. Le single Lascia che io sia est une chanson de pop rock. En 2005 Nek remporte l'édition Festivalbar avec Lascia che io sia, le single se classe dans les palmarès radio pendant 20 semaines, et est une des dix meilleures ventes de singles en Italie durant une année. Les deux singles suivants, Contromano et L'inquietudine, grimpent également dans les charts et l'album Una parte di me séjourne dans les « cinquante premiers albums » durant plus de 50 semaines. En novembre 2005, la tournée pour promouvoir le nouvel album débute au Forum de Milan.
Le 23 novembre 2006 sort son dixième album de Nek Nella stanza 26 / En el cuarto 26 qui grimpe rapidement dans les charts italien, atteignant le Top 5 pendant 6 semaines. En juillet 2007, il reçoit le Premio Lunezia pour « la poésie en musique ». Cette bourse est accordée aux auteurs-compositeurs italiens les plus appréciés. À l'été 2007, Nek enregistrait le duo de Para ti seria avec Rachel, la chanteuse du groupe espagnol El Sueño de Morfeo. Le duo est inclus dans la réédition de En el cuarto 26 et le single atteint le numéro 1 dans les charts de téléchargement espagnol (plus de 250 000 téléchargements), qui occupe cette place pendant plusieurs semaines,,,.
En 2008, il enregistre un duo de Walking Away avec Craig David, qui est inclus dans les plus grands succès de l'artiste britannique. Le 30 janvier 2009, Nek sort Un'altra direzione, son onzième album qui contient douze nouveaux titres originaux plus Walking Away en duo. Cette sortie est précédée par le single La voglia che non vorrei, présent sur les radios italiennes depuis le 9 janvier 2009. Il est certifié disque de platine, avec plus de 70 000 exemplaires vendus. Le disque est présenté avec une autre version : 6 titres. En 2010, sa tournée Quartet Experience l'a conduit au Canada, en Espagne, en Allemagne, en Belgique et en Italie.
Dès le 15 octobre 2010, E da qui, le nouveau single sort sur les radios italiennes. Il est accompagné de son nouvel album Greatest Hits 1992–2010: E da qui. Cet album est une compilation de ses meilleures chansons et trois titres inédits : E da qui, Vulnerabile et E con te (chanson faite pour sa fille née en septembre 2010). La chanson de Nek E da qui participe aussi à un spot publicitaire contre la drogue visible sur les des chaînes italiennes.
En octobre 2011, L'Aura décide de faire un duo avec Nek dont le titre est Eclissi del cuore, cette chanson est une reprise en italien du tube de Bonnie Tyler Turn Around. Elle est certifiée disque de platine par la FIMI.

### DeFilippo NevianiàUnici(2013–2018)
En 2013, sort son nouvel album intitulé Filippo Neviani qui atteint la 2e place des charts en Italie. Il utilise pour la première fois de sa carrière son nom de famille en hommage à son père qui a toujours souhaité que figure sur un album de son fils le nom de Neviani. Cet album est réalisé entièrement par Nek, il y joue tous les instruments, basses batterie et guitare. De cet album un single sortira le single Congiunzione astrale qui atteint dans les années 2010 plus de 5 millions de vue sur YouTube. S'ensuivra ensuite le single La Metà di niente qui est chanté seul dans la version italienne mais en duo avec Sergio Dalma dans la version espagnole. Son troisième single sera Hey Dio.
En février 2015, Nek participe au festival de Sanremo, avec sa chanson Fatti Avanti Amore qui atteint le million de vue sur YouTube seulement un jour après sa mise en ligne. Puis, il présente pour la soirée des reprises (soirée ou l'on doit reprendre une chanson italienne des années 1960, 1970 ou 1980), avec le titre Se Telefonando, qui est une reprise de la chanson de Mina écrite par Maurizio Constanzo sur une musique de Ennio Morricone,,. Il remporte le trophée des reprises en arrivant en première position devant Il Volo. Pour la dernière soiree du festival, le classement des plus grands de la chanson italienne est annoncé, et Nek arrive en seconde position avec le titre Fatti avanti amore, derriere Il Volo avec Grande amore. Mais ce soir là il remporte le prix de la presse, le prix Lucio Dalla et un prix de la part des musiciens du festival pour sa performance. Le morceau Fatti avanti amore est un succès en Italie, il reste pendant près un mois le titre le plus passé en radio, il atteint rapidement la certification de platine ce qui signifie plus de 50 000 copies vendues.
Il sort ensuite son nouvel album qui s'intitule Prima di parlare suivi par une tournée internationale en automne,. L'album atteint le disque de platine. L'album contient 12 titres. Cet album est plus électronique comparé au précédent album : c'est un album electropop. Il y inclut le titre Se telefonando qui sera le single estival de Nek. Cette reprise atteint en quelques mois plus de 10 millions de vue sur YouTube et est considéré comme un hit d'été. Se telefonando est certifié disque d'or. Pour cet album, Nek remplace son producteur par Luca Chiaravalli. En septembre 2015 il annonce la sortie de son prochain single Io ricommincerei mais aussi la sortie de son livre Lettera a mia figlia sull'amore.
En 2016, il participe au programme de Maria De Filippi, Amici,. Dans cette émission télévisée qui met en avant les nouveaux talents Nek est coach de l'équipe des bleues. Pour cela il est accompagné d'un autre artiste J-Ax. Ensemble, il emmène Sergio jusqu'à la victoire finale. Sur une idée de J-Ax, Nek chante Sassuolo Palm Spring's c'est un titre ironique dans lequel celui-ci ironise sur ses précédents succès en rappant. Tout en participant au programme Amici, Nek peaufine son dernier album qui a pour titre Unici. Le premier single tiré de cet album est Uno di questi giorni, qu'il présentera pour la première fois sur la scène d'Amici. Ce single est un succès en peu de temps il reçoit la certification or, et se place parmi les titres les plus écoutés sur les radios italiennes. Pour cet album, Nek s'accompagne comme dans l'album précédent de Luca Chiaravalli mais il écrit également un texte avec J-Ax intitulé Freud. Unici sort en octobre, lancé par le single homonyme. C'est de nouveau un succès, très vite l'album est certifié disque d'or. S'ensuit le single Differente qui est en train lui aussi de rencontrer un grand succès en Italie. L'album reste sur le style du précédent tout en laissant un peu plus de place à l'électronique.
Le 16 février 2017, afin de fêter les 20 ans du succès planétaire Laura non c'è, Nek décide de « dépoussiérer » le titre en sortant Laura Non C'è 20. Dès le 17 février, Nek participe en tant que coach dans une nouvelle émission télévisée diffusé sur Rai 1 qui s'intitule Standing Ovation.

### Il mio gioco preferitoet5030(2019–2021)
Le 20 décembre 2018, il est annoncé que Nek participera lors du festival de Sanremo 2019 avec la chanson Mi farò trovare pronto. Il s'agit de sa quatrième participation au festival où il terminera en 22e position. Le 10 mai 2019, il lance son nouvel album intitulé Il mio gioco preferito qui est la première partie du futur album non annoncé encore. Il sort ensuite comme single La storia del mondo, Alza la radio puis Cosa ci ha fatto l'amore. En septembre 2019, près de 10 000 personnes se bousculent pour voir son concert à l’arène De Verone. Avant d’entamer une tournée dans toute l'Europe dès novembre de la même année.
Le deuxième disque du projet, Il mio gioco preferito : parte seconda, est mis à disposition le 29 mai 2020. Il contient dix titres, dont le single phare Perdonare et une nouvelle version de E da qui, single initialement sorti dix ans plus tôt. En septembre, Nek a participé en tant que présentateur aux SEAT Music Awards 2020 pour le redémarrage de la musique après la pandémie de Covid-19. Le 11 juin 2021, il sort le single inédit Un'estate normale.
Le 4 février 2022, il est invité au festival de Sanremo 2022, dans la soirée des reprises, chantant avec Massimo Ranieri la chanson Anna verrà, en hommage à Pino Daniele. Du 28 juin au 19 juillet, il a présenté l'émission Dalla strada al palco, dans laquelle un certain nombre de chanteurs, de musiciens et d'artistes de rue ont l'occasion de se produire et de raconter leur histoire sur une scène de télévision.
En 2022 sort la compilation 5030, contenant les principaux succès de l'artiste et l'inédit La teoria del caos.

### RengaNek(depuis 2022)
En 2022, Nek entame une collaboration artistique avec Francesco Renga, qui aboutit l'année suivante à l'album RengaNek. Celui-ci est promu par trois singles, tous commercialisés avant la sortie de l'album : L'infinito più o meno, Il solito lido et Inspiegabile. En 2024, une réédition de l'album est publiée avec l'ajout de la chanson Pazzo di te, présentée par les deux artistes en compétition au 74e festival de Sanremo.

## Vie personnelle
Le 2 septembre 2006, Nek épouse Patrizia Vacondio  Il est supporter de l'US Sassuolo et pratiquant catholique.

## Discographie

### Albums studio
- 1992 : Nek
- 1993 : In te
- 1994 : Calore umano
- 1996 : Lei, gli amici e tutto il resto
- 1998 : In due
- 2000 : La vita è
- 2002 : Le cose da difendere
- 2005 : Una parte di me
- 2006 : Nella stanza 26
- 2009 : Un'altra direzione
- 2013 : Filippo Neviani
- 2015 : Prima di parlare
- 2016 : Unici
- 2019 : Il mio gioco preferito: parte prima
- 2020 : Il mio gioco preferito: parte seconda
- 2023 : RengaNek (avec Francesco Renga)

### Album live
- 2018 : Max Nek Renga, il disco (avec Max Pezzali et Francesco Renga)

### Best-of
- 2003 : The Best of Nek - L'anno zero
- 2010 : E da qui - Greatest Hits 1992-2010
- 2022 : 5030

## Classements

### Singles
| Année                                                                                          | Titre                                    | Album                           | IT | BE | ALL | ES | FR | SW | EUR |
| ---------------------------------------------------------------------------------------------- | ---------------------------------------- | ------------------------------- | -- | -- | --- | -- | -- | -- | --- |
| 1996                                                                                           | Ci sei tu                                | Lei, gli amici e tutto il resto | 9  | -  | 83  | -  | -  | 58 | 34  |
| 1997                                                                                           | Laura non c'è                            | Lei, gli amici e tutto il resto | 1  | 7  | 10  | -  | 11 | 2  | 12  |
| 2002                                                                                           | Sei solo tu (en duo avec Laura Pausini)  | Le cose da difendere            | 2  | -  | -   | -  | 55 | 46 | 17  |
| 2003                                                                                           | Almeno Stavolta                          | L'anno Zero: Best of            | 5  | -  | -   | -  | -  | 43 | 19  |
| 2005                                                                                           | Lascia che io sia                        | Una parte di me                 | 2  | -  | -   | -  | -  | 38 | 24  |
| 2005                                                                                           | Laura/Laura non c'è (en duo avec Cérena) | -                               | -  | -  | -   | -  | 18 | 21 | 73  |
| 2006                                                                                           | Instabile                                | Nella stanza 26                 | 3  | -  | -   | -  | -  | 47 | 23  |
| Légende : FR : France, IT : Italie, SW : Suisse, ES : Espagne, BE : Belgique, ALL : Allemagne. |                                          |                                 |    |    |     |    |    |    |     |

### Albums
| Année                                               | Album                          | IT | SW | PR |
| --------------------------------------------------- | ------------------------------ | -- | -- | -- |
| 1992                                                | Nek                            | -  | -  | -  |
| 1995                                                | Calore Umano                   | -  | -  | -  |
| 22 juin 1997                                        | Lei gli amici e tutto il resto | 1  | 24 | -  |
| 21 juin 1998                                        | In Due                         | 1  | 2  | -  |
| 11 juin 2000                                        | La vita è                      | 3  | 6  | -  |
| 09 juin 2002                                        | Le cose da difendere           | 3  | 16 | -  |
| 2 octobre 2003                                      | L'anno zero                    | 3  | 12 | -  |
| 22 mai 2005                                         | Una parte di me                | 3  | 3  | 1  |
| 3 décembre 2006                                     | Nella stanza 26                | 5  | 5  | -  |
| Légende: IT : Italie, SW : Suisse, PR : Porto Rico. |                                |    |    |    |